# Projecció isomètrica
La projecció isomètrica és un mètode gràfic de representació, més específicament una projecció axonomètrica, cilíndrica, ortogonal. Constitueix una representació visual d'un objecte tridimensional en dues dimensions, en què els tres eixos ortogonals principals, en projectar-se, formen angles de 120º, i les dimensions paral·leles a aquests eixos es mesuren en una mateixa escala.
La isometria és una de les formes de projecció utilitzades en dibuix tècnic que té l'avantatge de permetre la representació a escala, i el desavantatge de no reflectir la disminució aparent de mida -proporcional a la distància- que percep l'ull humà.

Projecció isomètrica d'un filtre Bayer sobre un sensor.

## Classificació general
| Projecció  | Tipus                                           | Subtipus                                                            |                                                 |
| Cònica     | Diversos tipus de perspectiva amb punts de fuga | Diversos tipus de perspectiva amb punts de fuga                     | Diversos tipus de perspectiva amb punts de fuga |
| Paral·lela | Ortogonal                                       | 'Isomètrica' (tres angles iguals (120 º), coef. de reducció iguals) |                                                 |
| Paral·lela | Ortogonal                                       | Dimètrica (dos angles iguals, dos coeficients diferents)            |                                                 |
| Paral·lela | Ortogonal                                       | Trimètrica (tres angles i coeficients diferents)                    |                                                 |
| Paral·lela | Oblicua                                         | Perspectiva cavallera                                               |                                                 |

## Visualització
La isometria determina una direcció de les visuals en què la projecció dels eixos Coordenades x, y, i z són iguals, és a dir, a 120°. Per a objectes les superfícies són substancialment perpendiculars o paral·leles entre si, correspon a una rotació del punt de vista d'aproximadament +/- 35,264 º-arcsin (tan (30°) - respecte de l'eix horitzontal, més una rotació de +/- 45° respecte l'eix vertical, partint de la projecció ortogonal relativa a la cara de l'objecte.
Aquesta circumstància pot visualitzar considerant la vista d'una habitació cúbica des d'un vèrtex superior mirant cap a l'oposat. L'eix x és la diagonal cap a la dreta i avall, l'eix i la diagonal esquerra i avall, i l'eix z roman vertical. La profunditat es mostra mitjançant l'altura de la imatge. Les línies paral·leles als eixos divergeixen 120° unes de les altres. El terme "isomètric"  deriva del grec, "la mateixa mesura", ja que l'escala de mesura és la mateixa al llarg de cada eix. Aquesta particularitat no es compleix en altres formes de projecció gràfica.
La perspectiva isomètrica generalment utilitza un coeficient de reducció de les dimensions equivalent a 0,820. Hi ha el [dibuix isomètric] on no s'utilitza reducció sinó l'escala 1:1 o escala natural (el que es mesura en el dibuix correspon a la grandària real de l'objecte).
Dins del conjunt de projeccions axonomètriques o cilíndriques, hi ha així mateix altres tipus de perspectiva, que difereixen fonamentalment per la posició dels eixos principals, i l'ús de diferents coeficients de reducció per compensar les distorsions visuals.

## Límits de la projecció isomètrica

L'inconvenient de les projeccions isomètriques és que, atès que les línies que representen cada dimensió són paral·leles a la figura, els objectes no apareixen més grans o petits segons la seva distància a l'observador. Tot i ser avantatjosa per a aplicacions arquitectòniques i videojocs, aquesta limitació pot fàcilment produir situacions en què profunditat i alçada són impossibles de mesurar, com es mostra en l'esquema de la dreta. La majoria dels videojocs han evitat aquesta circumstància reemplaçant la projecció isomètrica per perspectives amb punts de fuga. Algunes de les  "arquitectures impossibles"  de M. C. Escher aprofiten aquestes característiques mitjançant la representació d'objectes irreals.

## Aplicacions

### En el disseny i el dibuix tècnic
A disseny industrial es representa una peça des de diferents punts de vista, perpendicular als eixos coordenats naturals. Una peça amb moviment mecànic presenta en general formes amb eixos de simetria o cares planes. Aquests eixos, o les arestes de les cares, permeten definir una projecció ortogonal.
Es pot fàcilment dibuixar una perspectiva isomètrica de la peça a partir d'aquestes vistes, el que permet millorar la comprensió de la forma de l'objecte.

### En arquitectura

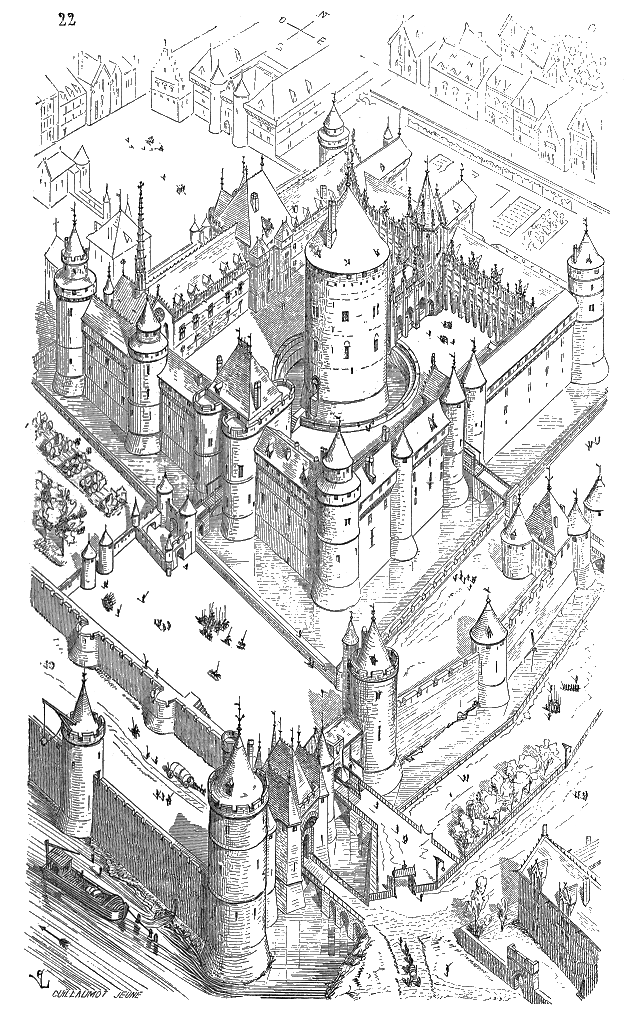
El castell del Louvre, dibuix isomètric de Viollet-Le-Duc, (1814-1879)

Eugène Viollet-le-Duc va utilitzar aquest sistema en molts dibuixos dels seus edificis, evitant accentuar la importància d'uns volums sobre altres i independitzant-se del punt de vista de l'observador.

### En videojocs
Cert nombre de videojoc es posa en acció als seus personatges utilitzant un punt de vista en perspectiva isomètrica, o millor dit, en l'argot usual, a "perspectiva 3/4". Des d'un angle pràctic, això permet desplaçar els elements gràfics sense modificar la mida, limitació inevitable per ordinador és amb baixa capacitat gràfica.
Per tal d'evitar el pixelat, en alguns casos es va dur la projecció a un sistema 2:1, val dir a una inclinació de 26,6 º (arctan 0,5) en lloc de 30º, que no correspon a una projecció isomètrica pròpiament dita, sinó "dimètrica" .
El progressiu increment en les capacitats gràfiques dels ordinadors ha possibilitat l'ús cada vegada més generalitzat de sistemes de projecció més realistes, basats en la perspectiva naturalment percebuda per l'ull humà: la perspectiva cònica.

## Aspectes matemàtics
Sent la perspectiva isomètrica una projecció geomètrica sobre un pla segons un eix perpendicular a aquest, les seves característiques i relacions poden ser calculades analíticament mitjançant la trigonometria.

### Factor de reducció sobre els eixos

Il·lustració de la projecció de l'eix "z" sobre el pla de representació

Atès l'aresta d'un cub que va des de l'origen al punt (0,0,1), si la seva intersecció amb el pla de projecció defineix un angle α, la projecció tindrà una longitud equivalent al cosinus d'α.
- α és també l'angle entre la perpendicular al pla de projecció que passa per l'origen i pel punt (1,1,1) i la bisectriu dels eixos x i i que passen per (1,1,0).
- el triangle format pels punts (0,0,0), (1,1,0) i (1,1,1) és rectangle, de manera que el segment [(0,0,0), (1, 1,0)] té una longitud equivalent a √ 2 (diagonal del quadrat), el segment [(1,1,0), (1,1,1)] té una longitud igual a 1, i la hipotenusa [(0,0,0), (1,1,1)] té una longitud √ 3.

En conseqüència:
{\displaystyle \cos \alpha ={\sqrt {\frac {2}{3}}}\simeq 0,82}.
Pot deduir-se que α ≈ 35,26 °.
És possible també utilitzar el producte escalar:
- El vector unitari definit per la diagonal més gran és (1/√ 3, 1/√ 3, 1/√ 3);
- L'aresta [(0,0,0), (0,0,1)] es projecta sobre la diagonal major en un segment de longitud k1 , i sobre el pla normal a la mateixa en un segment de longitud k2
- k1 és el producte escalar de {\displaystyle {\vec {a}}} et de {\displaystyle {\vec {b}}}, i es pot calcular mitjançant les coordenades: {\displaystyle k_{1}={\vec {a}}\cdot {\vec {b}}=1\times 1/{\sqrt {3}}+0\times 1/{\sqrt {3}}+0\times 1/{\sqrt {3}}=1/{\sqrt {3}}}
- El teorema de Pitàgores ens indica que {\displaystyle {k_{1}}^{2}+{k_{2}}^{2}=1} (longitud de les arestes d'un cub)

En conseqüència:
{\displaystyle K_{2}={\sqrt {\frac {2}{3}}}\simeq 0,82}.
La longitud dels segments sobre els eixos de representació es projecten amb un factor de 0,82.
S'hi arriba igualment a aquesta conclusió utilitzant la fórmula general de projeccions ortogonals.
D'altra banda, si es considera el cercle unitari del pla {\displaystyle (x,i)}, el raig es projecta segons la línia de major pendent, que és la primera bisectriu del pla, amb un factor de projecció equivalent a {\displaystyle sin\ \alpha =k_{1}=1/{\sqrt {3}}\approx 0,58}, que correspon a l'eix menor de l'el·lipse.

### Transformació de coordenades

Projecció de la base ortonormal de l'espai

La transformació de coordenades cartesianes s'utilitza per calcular les vistes a partir de les coordenades dels punts, per exemple en el cas d'un joc de vídeo, o de simulació 3D.
Suposant un espai proveït d'una base ortonormal directa {\displaystyle ({\vec {e_{1}}},{\vec {e_{2}}},{\vec {e_{3}}})}. La projecció  P  es realitza segons el vector {\displaystyle {\vec {o}}} de components (1,1,1), és a dir el vector {\displaystyle {\vec {u}}={\vec {e_{1}}}+{\vec {e_{2}}}+{\vec {e_{3}}}}, segons el pla representat per aquest mateix vector.
Com tota aplicació lineal, pot estar representat per la transformació dels vectors de la base, més un vector {\displaystyle {\vec {v}}=v_{1}\cdot {\vec {e_{1}}}+v_{2}\cdot {\vec {e_{2}}}+v_{3}\cdot {\vec {e_{3}}}} que es transforma segons
{\displaystyle P({\vec {v}})=P(v_{1}\cdot {\vec {e_{1}}}+v_{2}\cdot {\vec {e_{2}}}+v_{3}\cdot {\vec {e_{3}}})}
{\displaystyle P({\vec {v}})=v_{1}\cdot P({\vec {e_{1}}})+v_{2}\cdot P({\vec {e_{2}}})+v_{3}\cdot P({\vec {e_{3}}})}
Sigui {\displaystyle {\vec {e'_{n}}}=P({\vec {X_{n}}})}. Anomenem {\displaystyle ({\vec {i}},{\vec {j}})} a la base ortonormal directa sobre el pla de projecció.
Triem arbitràriament que {\displaystyle {\vec {e'_{1}}}} fa un angle de-π/6 amb {\displaystyle {\vec {i}}}.
L'aplicació particular del càlcul a les projeccions ortogonals en la perspectiva isomètrica és:
- {\displaystyle {\vec {e'_{1}}}={\frac {\sqrt {2}}{2}}\cdot {\vec {i}}-{\frac {1}{\sqrt {6}}}\cdot {\vec {j}}}; {\displaystyle k_{1}={\sqrt {\frac {2}{3}}}}
- {\displaystyle {\vec {e'_{2}}}=-{\frac {\sqrt {2}}{2}}\cdot {\vec {i}}-{\frac {1}{\sqrt {6}}}\cdot {\vec {j}}}; {\displaystyle k_{2}=k_{1}}
- {\displaystyle {\vec {e'_{3}}}={\sqrt {\frac {2}{3}}}\cdot {\vec {j}}}; {\displaystyle k_{3}=k_{1}}

La matriu de la projecció  M  P   és en conseqüència:
{\displaystyle M_{P}={\begin{pmatrix}{\frac {\sqrt {2}}{2}}&-{\frac {\sqrt {2}}{2}}&0\\-{\frac {1}{\sqrt {6}}}&-{\frac {1}{\sqrt {6}}}&{\sqrt {\frac {2}{3}}}\\\end{pmatrix}}}
Considerant un punt ( x ,  i ,  z ) de l'espai que es projecta en (x', i '), la seva projecció serà:
{\displaystyle {\begin{pmatrix}x'\\i'\\\end{pmatrix}}=M_{P}\cdot {\begin{pmatrix}x\\i\\z\\\end{pmatrix}}={\begin{pmatrix}{\frac {\sqrt {2}}{2}}(xy)\\{\sqrt {\frac {2}{3}}}z-{\frac {1}{\sqrt {6}}}(x+y)\\\end{pmatrix}}}

#### Transformació d'un cercle del pla que conté dos eixos
Si considerem el cercle trigonomètric del pla {\displaystyle ({\vec {e_{1}}},{\vec {e_{3}}})}, les coordenades paramètriques dels seus punts seran:
{\displaystyle {\begin{pmatrix}x\\i\\z\\\end{pmatrix}}={\begin{pmatrix}\cos \theta \\\sin \theta \\0\\\end{pmatrix}}}
Les coordenades dels punts projectats a la base {\displaystyle ({\vec {i}},{\vec {j}})} seran:
{\displaystyle {\begin{pmatrix}x'\\i'\\\end{pmatrix}}={\begin{pmatrix}{\frac {\sqrt {2}}{2}}(\cos \theta -\sin \theta )\\-{\frac {1}{\sqrt {6}}}(\cos \theta +\sin \theta )\\\end{pmatrix}}}
La distància a l'origen és {\displaystyle r={\sqrt {x'^{2}+y'^{2}}}}, essent
{\displaystyle R^{2}={\frac {2}{3}}\left(1-\sin \theta \cdot \cos \theta \right)={\frac {2}{3}}\left(1-{\frac {1}{2}}\cdot \sin 2\theta \right)}
Aquesta distància varia en conseqüència entre 1 i {\displaystyle {\sqrt {1/3}}\simeq 0,58}